# Поризм Штейнера

Див. також анімований варіант

Поризм Штейнера: розглянемо ланцюжок кіл {\displaystyle S_{1},S_{2},\ldots ,S_{n}}, кожне з яких дотикається до двох сусідніх ({\displaystyle S_{n}} дотикається до {\displaystyle S_{n+1}} і {\displaystyle S_{n-1}}) і двох даних неперетинних кіл {\displaystyle R_{1}} і {\displaystyle R_{2}}. Тоді для будь-якого кола {\displaystyle T_{1}}, яке дотикається до {\displaystyle R_{1}} і {\displaystyle R_{2}} (в однаковий спосіб, якщо {\displaystyle R_{1}} і {\displaystyle R_{2}} не лежать одне в іншому, зовнішньо і внутрішньо — в іншому випадку), існує аналогічний ланцюжок з {\displaystyle n} дотичних кіл {\displaystyle T_{1},T_{2},\ldots ,T_{n}}.
Доводиться застосуванням інверсії, яка переводить пару кіл {\displaystyle R_{1}} і {\displaystyle R_{2}} в концентричні.